# Tênis de mesa nos Jogos da Ásia Oriental de 2009
As competições de tênis de mesa nos Jogos da Ásia Oriental de 2009 aconteceram entre 2 e 7 de dezembro. Sete eventos foram disputados.

## Calendário
| Dezembro      | 2 | 3 | 4 | 5 | 6 | 7 | 8 | 9 | 10 | 11 | 12 | 13 | Finais |
| ------------- | - | - | - | - | - | - | - | - | -- | -- | -- | -- | ------ |
| Tênis de mesa |   |   |   |   | 2 | 5 |   |   |    |    |    |    | 7      |

## Quadro de medalhas
| Ordem | País          | Medalha de ouro | Medalha de prata | Medalha de bronze |    |
| ----- | ------------- | --------------- | ---------------- | ----------------- | -- |
| 1     | China         | 4               | 3                |                   | 7  |
| 2     | Hong Kong     | 2               | 1                | 5                 | 8  |
| 3     | Japão         | 1               | 2                | 3                 | 6  |
| 4     | Taipé Chinesa |                 | 1                | 3                 | 4  |
| 5     | Coreia do Sul |                 |                  | 3                 | 3  |
| TOTAL | TOTAL         | 7               | 7                | 14                | 28 |

## Medalhistas
| Evento                          | Ouro                                  | Prata                                         | Bronze                                                                              |
| Equipes masculinas (detalhes)   | CHN China                             | JPN Japão                                     | HKG Hong Kong KOR Coreia do Sul                                                     |
| Equipes femininas (detalhes)    | HKG Hong Kong                         | CHN China                                     | JPN Japão TPE Taipé Chinês                                                          |
| Duplas masculinas (detalhes)    | Zhang Ji Ke Xu Xin CHN China          | Chiang Peng-Lung Wu Chih-Chi TPE Taipé Chinês | Cheung Yuk Li Ching HKG Hong Kong Jun Mizutani Seiya Kishikawa JPN Japão            |
| Duplas femininas (detalhes)     | Ai Fukuhara Kasumi Ishikawa JPN Japão | Hiroko Fujii Misako Wakamiya JPN Japão        | Seok Ha Jung Moon Hyun Jung KOR Coreia do Sul Lin Ling Zhang Rui HKG Hong Kong      |
| Duplas mistas (detalhes)        | Ko Lai Chak Tie Ya Na HKG Hong Kong   | Jiang Hua Jun Tang Peng HKG Hong Kong         | Kasumi Ishikawa Seiya Kishikawa JPN Japão Huang Yi-Hua Wu Chih-Chi TPE Taipé Chinês |
| Individual masculino (detalhes) | CHN Xu Xin                            | CHN Zhang Ji Ke                               | TPE Chiang Hung-Chieh HKG Cheung Yuk                                                |
| Individual feminino (detalhes)  | CHN Yao Yan                           | CHN Wen Jia                                   | KOR Seok Ha Jung HKG Tie Ya Na                                                      |